# 3,4-Dichlor-1-buten
3,4-Dichlor-1-buten ist eine chemische Verbindung aus der Gruppe der aliphatischen, ungesättigten Halogenkohlenwasserstoffe.

## Darstellung und Stereochemie
3,4-Dichlor-1-buten kann durch Chlorierung von 1,3-Butadien und anschließender Isomerisierung gewonnen werden. Bei dieser Reaktionssequenz entsteht racemisches 3,4-Dichlor-1-buten, also ein 1:1-Gemisch aus
- (R)-3,4-Dichlor-1-buten und

- (S)-3,4-Dichlor-1-buten.

## Eigenschaften
3,4-Dichlor-1-buten ist eine farblose bis gelbliche Flüssigkeit mit schwach stechendem Geruch, die schwer löslich in Wasser ist.

## Verwendung
3,4-Dichlor-1-buten wird als Zwischenprodukt für Synthesen (zum Beispiel von Chloropren) verwendet.

## Sicherheitshinweise
Die Dämpfe von 3,4-Dichlor-1-buten können mit Luft ein explosionsfähiges Gemisch (Flammpunkt 30 °C) bilden.